# Helga Brauer
Helga Brauer (* 2. Mai 1936 in Leipzig; † 15. Juni  1991 in Leipzig) war eine der erfolgreichsten Schlagersängerinnen der DDR.

## Leben
Nach einer Ausbildung zur Zahntechnikerin verhalf Helga Brauer der Zufall im Sommer 1954 zum Beginn ihrer Gesangskarriere: Während eines Urlaubs in Sellin auf Rügen nahm sie an einem Sängerwettstreit mit dem Orchester Helmut Opel teil. Sie gewann den ersten Preis – und Opel bot der 18-Jährigen sofort einen Vertrag als Begleitsängerin des Orchesters an.
Am 11. November 1954 hatte Helga Brauer in der Leipziger Messehalle 2 ihren ersten öffentlichen Auftritt, es folgten weitere Auftritte und Gastspiele mit dem Orchester Helmut Opel, u. a. in der Schweiz. Im März 1956 bestand sie eine „Mikrophonprobe“ beim Rundfunk der DDR und trat wenig später erstmals mit dem Rundfunktanzorchester Leipzig, damals unter der Leitung von Kurt Henkels, auf. Noch im gleichen Jahr folgten die ersten Rundfunkaufnahmen, und auch die Plattenfirma Amiga bot im Sommer 1956 einen halbjährigen Ausbildungsvertrag an. Dem folgte 1957 ein Exklusivvertrag und die Aufnahme der ersten Single.
Ein Jahr später gelang Helga Brauer mit Heute spielt der Konstantin Klavier der erste Nummer-eins-Hit in den DDR-Schlager-Ranglisten. 1959 wurde sie auserkoren, zusammen mit ihrer Band „Die Flamingos“ mit Heute tanzen alle jungen Leute den Modetanz Lipsi populär zu machen, und für Mister Brown aus USA – ebenfalls ein Lipsi – erhielt sie im selben Jahr Die goldene Note beim gleichnamigen Tanzmusik-Festival.
1960 heiratete Helga Brauer den Komponisten, Arrangeur und Trompeter Walter Eichenberg, der 1961 die Leitung des Rundfunktanzorchesters Leipzig übernahm und für die Sängerin auch zahlreiche Erfolgstitel wie Hör’ mein Herz, Das Tagebuch vom schönen Max, Mit dem strahlendsten Lächeln der Welt und Einer ist für den andern da schrieb.
Auslandstourneen führten Helga Brauer in den 1960er-Jahren u. a. in die Sowjetunion, die ČSSR, nach Ungarn, Österreich, Schweden, Finnland und Ägypten. Mit Schlaf, mein kleiner Johnny gewann sie 1966 den ersten Schlagerwettbewerb der DDR. Auch in den 70er und 80er Jahren war die Sängerin nicht nur in den großen Unterhaltungsshows des DDR-Fernsehens wie Amiga-Cocktail, Ein Kessel Buntes oder Da liegt Musike drin zu Gast, sondern auch auf zahlreichen Bühnen. Zu ihrem Repertoire zählten über 600 Titel.
Helga Brauer starb im Alter von 55 Jahren an Brustkrebs und wurde auf dem Südfriedhof ihrer Heimatstadt beigesetzt. 2018 wurde ihr am 13. März verstorbener Mann Walter zu ihr gebettet.

## Diskografie
- 1965 – LP Helga singt für Dich und mich (Amiga)
- 1986 – LP Helga Brauer – Das musikalische Porträt (Amiga)
- 1999 – CD Hör mein Herz. Helga Brauer – Ihre größten Erfolge (Aelstertal)
- 2015 – CD Die Musik unserer Generation. Helga Brauer – Die größten Hits (Sony Music / Amiga)
- über 50 Singles und EPs[5]

## Filmografie
- 1962: Revue um Mitternacht